# Elevador hidráulico
O elevador hidráulico é uma importante aplicação do Princípio de Pascal (a pressão exercida em um ponto de um líquido se propaga igualmente para todos os outros pontos do líquido). É muito usado nos postos de gasolina para levantar automóveis e carros em mecânicos para conserto.
Ele é formado por dois vasos comunicantes, um mais fino, ambos cheios de óleo.Uma força ao pistão hidráulico de menor diâmetro que pode estar em baixo, ao fundo ou ao lado da cabine do elevador, é transmitida ao pistão de maior diâmetro, sendo a base do pistão alimentada por óleo hidráulico. Como uma seringa que se enche de água fazendo o êmbolo se deslocar para fora. O pistão é abastecido por uma mangueira hidráulica de borracha. O Pistão é preso na armação de aço que sustenta a cabine.
Esse sistema de elevadores hidráulicos é também utilizado nas plataformas de petróleo, para que elas se mantenham no nível da água adequado. Hoje em dia, já muitos edifícios usam este tipo de ascensor, dado que não precisam de casa das máquinas, pois a maquinaria encontra-se dentro de um armário, no piso inferior, ao lado da cabina.